# Storia della Siria

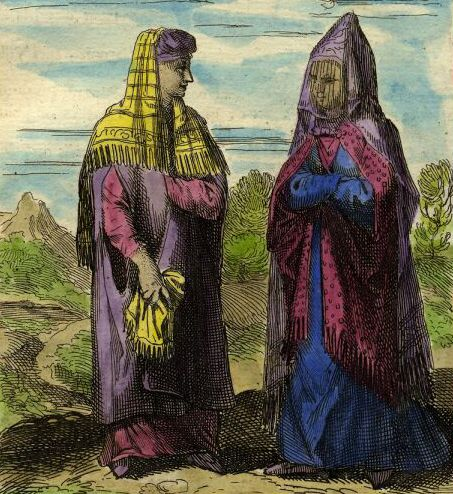
Donne siriane in un dipinto del 1683 di Alain Manesson Mallet

La storia della Siria è la storia dei territori che attualmente fanno parte della Siria. Si tratta di una regione mediorientale che è stata crocevia tra il mondo mediterraneo, l'Egitto, la Persia, l'Asia Minore, e il Caucaso, attraversato dalle vie commerciali verso la Cina (via della seta) e l'India.

## Età antica
Il territorio siriano fu interessato dalla cultura mesolitica dei Natufiani, sviluppatasi intorno al X millennio a.C. e che vide forse gli inizi dell'agricoltura.

### Il III millennio a.C.

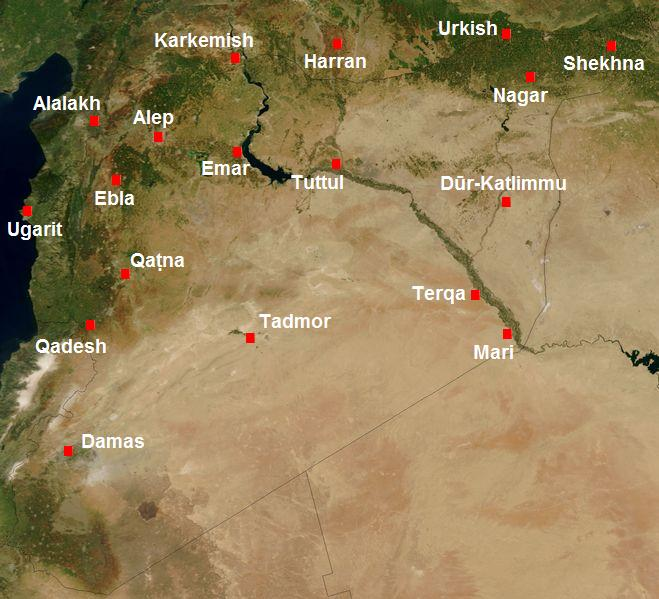
Mappa delle città principali della Siria nel II millennio a.C.

La città di Ebla, forse l'attuale Tell Mardikh scoperta nel 1975 da un team di archeologi italiani, nella Siria settentrionale, fondata intorno al 3000 a.C., fu a capo alla metà del III millennio a.C. (2500-2400 a.C.) di un vasto impero che si estendeva tra il mar Rosso, l'Anatolia e la Mesopotamia, che intratteneva relazioni commerciali con i Sumeri e con l'impero di Akkad. La città venne conquistata da Sargon di Akkad intorno al 2260 a.C. Agli inizi del II millennio a.C. fiorì nuovamente come centro degli Amorriti fino alla conquista da parte degli Ittiti.
Nel territorio dell'attuale Siria, sulla riva occidentale del fiume Eufrate, si trova l'antica città-stato sumera di Mari, fiorita nel III millennio (2900-2350 a.C.) e contemporanea di Ebla.

### La Siria nell'antichità

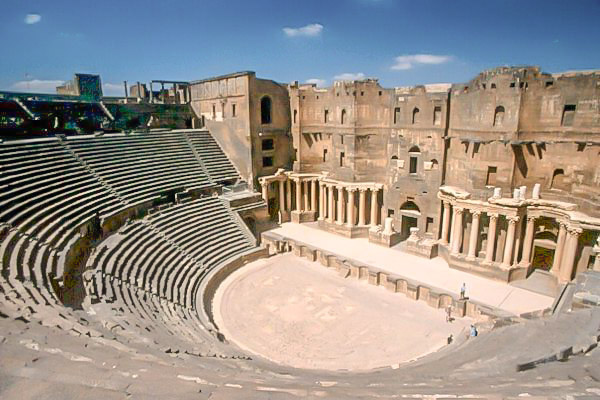
Il teatro romano di Bosra

Nel II millennio a.C. i territori siriani videro gli stanziamenti di popolazioni cananee, ed aramaiche e furono probabilmente interessati dalle migrazioni dei popoli del Mare. La regione siriana fu a lungo contesa tra Egizi (XVI secolo a.C.), Assiri e Hittiti (XIV secolo a.C.).
Gli Ebrei si stabilirono nella attuale Palestina (XII-X secolo a.C.) e i Fenici lungo la costa. Gli Assiri dominarono in seguito la regione (VIII secolo a.C.-VII secolo a.C.). A partire dal 539 a.C., la Siria fece parte dell'Impero persiano e, dopo le conquiste di Alessandro Magno, dello stato seleucide. In questo periodo la Siria fu sottoposta ad un intenso processo di ellenizzazione che tuttavia non riuscì a sradicare gli idiomi autoctoni di origine semitica (fra cui il siriaco, dialetto dell'aramaico) che sopravvissero nelle zone rurali e, in minor misura, nelle città.
Dopo le conquiste di Pompeo (64 a.C.) entrò a far parte della provincia romana di Siria, con capoluogo Antiochia, che fu una delle maggiori metropoli dell'impero. In Siria (comprendente all'epoca anche l'attuale Libano, in parte inserito nella Celesiria) si sviluppò anche uno dei massimi centri di studio del diritto romano, Beritho, che contribuì alla diffusione della lingua latina fra le classi dirigenti siriache. Nel III secolo fu imperatore romano Eliogabalo, che apparteneva alla famiglia sacerdotale del santuario di Emesa.

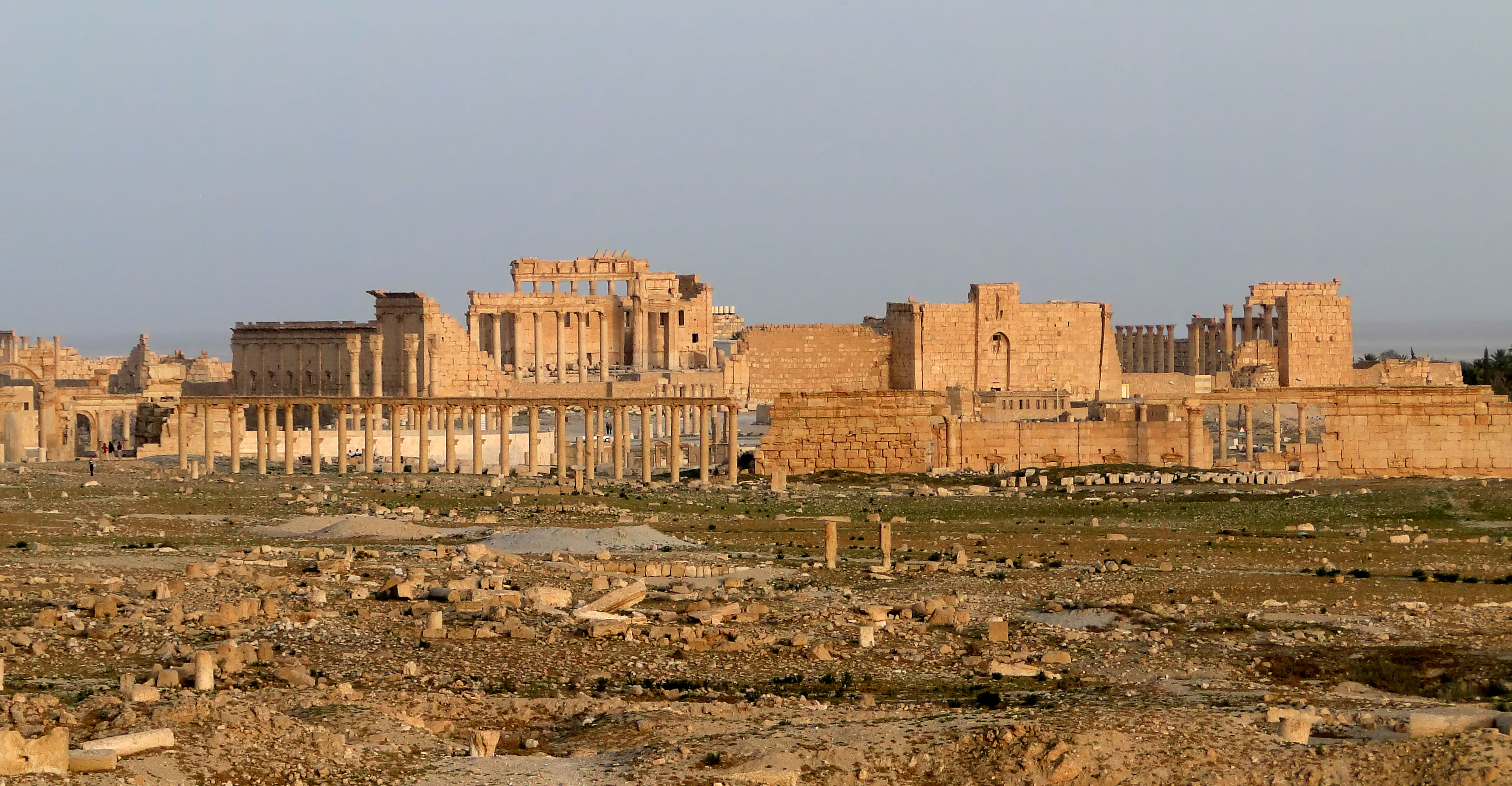
L'antica città di Palmira

Tra il 266 e il 272 si stabilì un regno indipendente presso la città di Palmira (nota nel II millennio a.C. col nome originale di Tadmor), la cui regina Zenobia venne infine sconfitta dall'imperatore Aureliano. Dopo la divisione dell'impero tra i figli di Teodosio I, nel 395 fece parte dell'Impero Romano d'Oriente e quindi dell'Impero bizantino fino alla conquista islamica (VII secolo). In epoca romana la regione diede i natali a molti illustri letterati, storici e filosofi, sia di espressione greca (Numenio di Apamea, Luciano di Samosata, Libanio, Giovanni Crisostomo, ecc.) che latina (Ulpiano ed Ammiano Marcellino) e siriaca (Sant'Efrem il Siro).

## Storia medievale

### La Siria cristiana e islamica

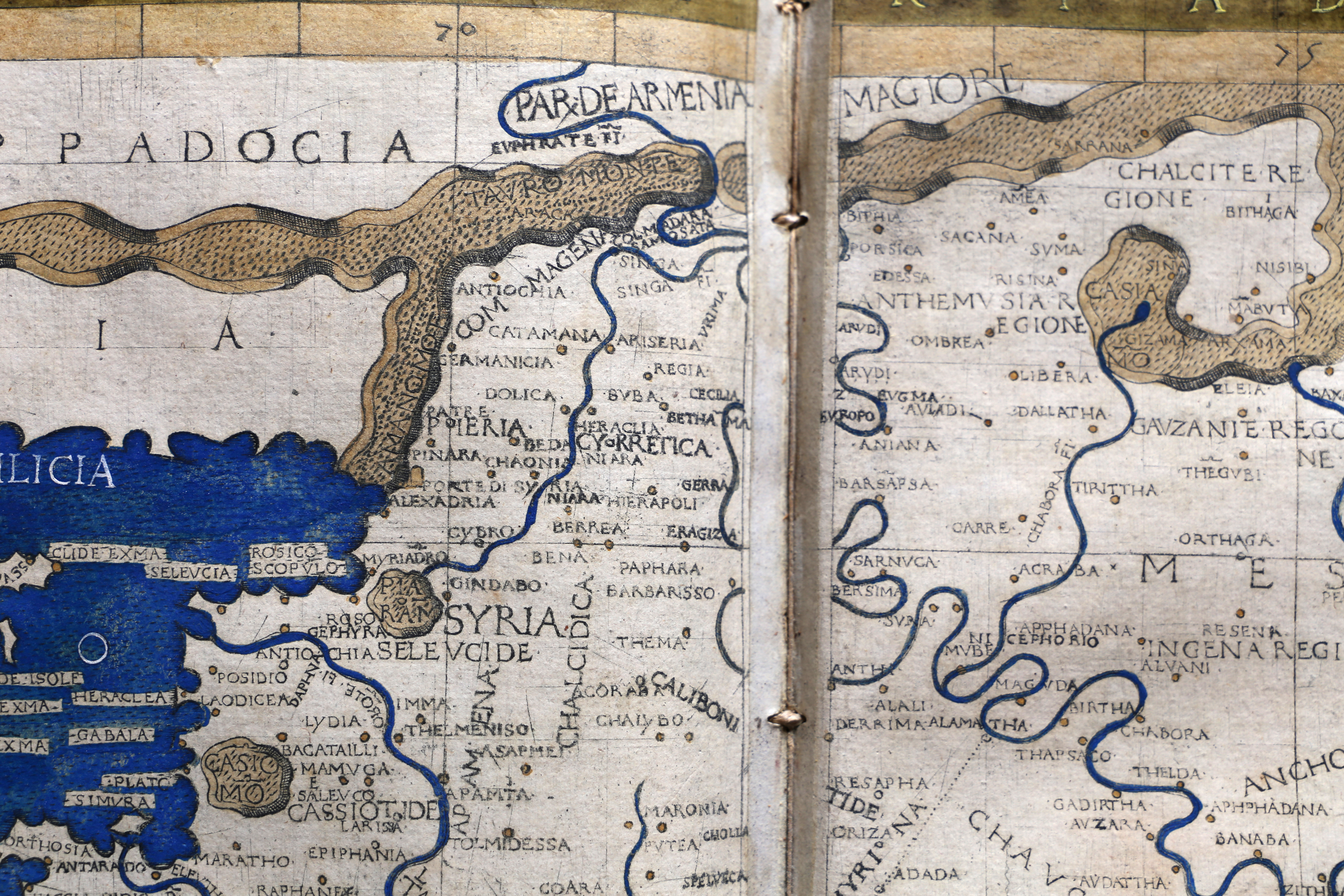
Mappa tolemaica della Siria del 1482

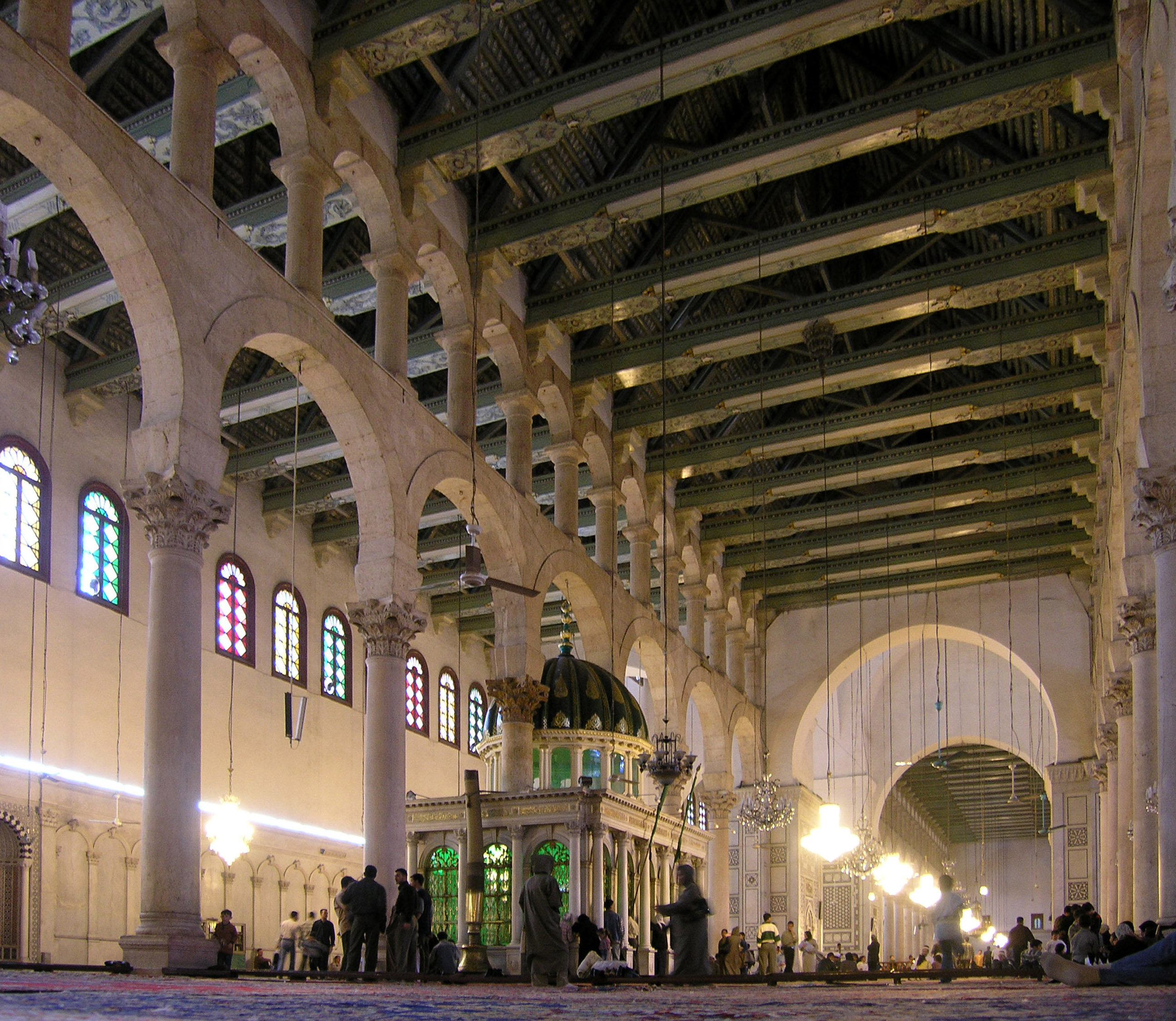
L'interno della moschea degli Omayyadi a Damasco

La Siria ebbe un ruolo significativo nella storia del Cristianesimo: l'episodio della Conversione di Paolo è riportato come avvenuto "sulla via di Damasco" e lo stesso apostolo fondò la chiesa di Antiochia. Nel 639 la regione venne conquistata dagli Arabi e Damasco fu il centro del califfato degli Omayyadi, e divenne uno dei più importanti centri culturali e religiosi dell'intero mondo islamico. A partire dal 750 passò sotto gli Abbasidi di Baghdad.
Nel XII secolo alcuni territori furono governati dai cavalieri crociati (Antiochia, Tripoli, Edessa) mentre i domini musulmani erano suddivisi tra i turchi Selgiuchidi nel nord e gli arabi Fatimidi a sud, e numerose città si amministravano autonomamente (come Damasco sotto i Buridi). Tra il 1174 e il 1250 fu sotto il dominio della dinastia degli Ayyubidi, sotto la quale agli inizi del XIII secolo subì l'invasione dei Mongoli. I Mamelucchi sostituirono al potere gli Ayyubidi e governarono la regione fino alla conquista ottomana. Conquistata dal sultano Selim I, nel 1517 entrò a fare parte dell'Impero ottomano e venne amministrata dai "neo Mamelucchi" per conto dei sultani di Costantinopoli.
La regione iniziò una lenta decadenza, a cui contribuì la diminuita importanza delle rotte commerciali orientali in seguito alla recente scoperta dell'America.

## Storia moderna

### Epoca ottomana
La Siria ha fatto parte dell'Impero ottomano dal 1516 al 1918, anche se con due brevi conquiste da parte dei Safavidi persiani, in particolare sotto Shah Ismail I e Shah Abbas. Il dominio ottomano non era gravoso per i siriani perché i turchi, in quanto musulmani, rispettavano l'arabo come lingua del Corano e accettavano il mantello dei difensori della fede. Damasco divenne il principale punto di transito per la Mecca e come tale acquisì un carattere sacro per i musulmani, a causa del barakah (forza spirituale o benedizione) degli innumerevoli pellegrini che passavano sull'hadj, il pellegrinaggio alla Mecca.
I turchi ottomani riorganizzarono la Siria in un'unica grande provincia o eyalet. L'eyalet era suddiviso in diversi distretti o sanjak. Nel 1549, la Siria fu riorganizzata in due eyalet; l'Eyalet di Damasco e il nuovo Eyalet di Aleppo. Nel 1579 fu fondato l'Eyalet di Tripoli che comprendeva Latakia, Hama e Homs. Nel 1586, fu formato l'Eyalet di Raqqa nella Siria orientale.
Come parte delle riforme del Tanzimat, una legge ottomana approvata nel 1864 stabilì un'amministrazione provinciale standard in tutto l'impero con gli Eyalet che divennero i Vilayet più piccoli governati da un vali, o governatore, sempre nominato dal Sultano ma con nuove assemblee provinciali che partecipavano all'amministrazione. Il territorio della Grande Siria nell'ultimo periodo del dominio ottomano comprendeva la moderna Siria, Libano, Israele, Giordania, Palestina e parti della Turchia e dell'Iraq.
Dopo la dissoluzione dell'Impero ottomano nel 1922, il Regno Unito ottenne il Mandato della Palestina e la Francia quello sul Libano e sulla Siria.

## Storia contemporanea

### Il Mandato Francese

La bandiera della Repubblica di Siria in uso tra il 1932 e il 1958 e dal 1961 al 1963

Nel 1920 era stato stabilito un regno arabo indipendente di Siria, sotto il re Faysal della famiglia hashemita, che in seguito divenne re dell'Iraq. Il 23 luglio, tuttavia, le sue forze furono sconfitte dall'esercito francese nella battaglia di Maysalun. La Lega delle Nazioni pose la Siria sotto il mandato francese e le truppe francesi la occuparono.
Il 17 aprile 1936 fu firmato un trattato franco-siriano che riconosceva l'indipendenza della Repubblica della Siria, il cui primo presidente fu Hashim al-Atassi, già primo ministro con re Faysal. Il trattato tuttavia non venne ratificato e la Siria era ancora sotto il controllo francese quando scoppiò la seconda guerra mondiale in cui fu teatro di combattimenti tra le truppe del governo di Vichy e l'esercito britannico, che ne prese il controllo nel 1941. La Siria proclamò nuovamente la propria indipendenza, che venne riconosciuta a partire dal 1º gennaio 1944 e le truppe francesi si ritirarono nell'aprile del 1946. Nel 1945 la giovane repubblica si era schierata con gli Alleati, dichiarando guerra alla Germania e al Giappone.

### Dall'indipendenza al 1970

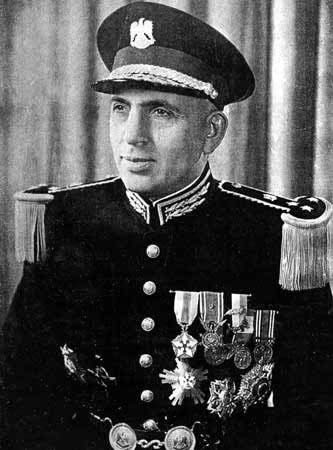
Il colonnello Adib al-Shishakli, in carica come presidente tra il 1951 e il 1954

Nonostante il rapido sviluppo economico che seguì alla dichiarazione di indipendenza, la politica siriana fu particolarmente instabile: tra il 1946 e il 1956 si ebbero ben 20 diversi governi e si discusse di quattro versioni differenti della costituzione. Nel 1948 la Siria partecipò alla guerra arabo-israeliana: l'esercito siriano fu respinto dal territorio israeliano, ma mantenne i precedenti confini, fortificandosi sulle alture del Golan. Nel 1949 il presidente siriano, Shukri al-Kuwatli, venne deposto da Husni al-Za'im, poi sostituito da Sami al-Hinnawi finché nel 1951 prese il potere il colonnello dell'esercito Adib al-Shishakli, che venne tuttavia rovesciato nel 1954 da al-Kuwatli, che con il sostegno egiziano si reinsediò alla presidenza.
Durante la crisi di Suez del 1956 fu proclamata la legge marziale e truppe siriane e irachene si schierarono in Giordania per prevenire una invasione israeliana. A novembre dello stesso anno la Siria firmò un trattato con l'Unione Sovietica, ottenendo ampi rifornimenti militari e causando la preoccupazione della Turchia.

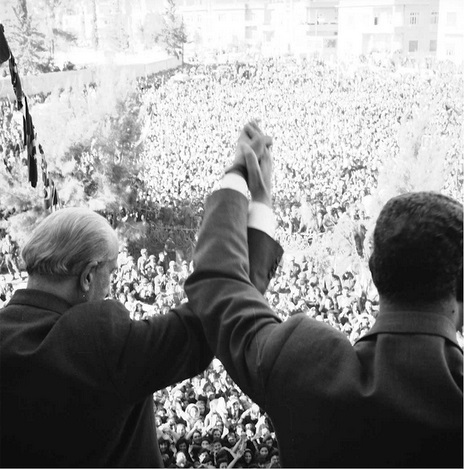
Shukrī al-Quwwatlī (a sinistra) con Gamāl 'Abd al-Nāsir davanti alla folla a Damasco dopo la proclamazione della Repubblica Araba Unita, 1958

Il 1º febbraio del 1958 il presidente siriano al-Kuwatli e quello egiziano, Jamāl ‘Abd al-Nāsir, proclamarono la fusione dei due Paesi nella Repubblica Araba Unita. L'unione non ebbe tuttavia successo e il 28 settembre 1961 la Siria si divise dall'Egitto in seguito ad un colpo di Stato militare.
Vari rivolgimenti si succedettero nei successivi mesi, fino alla presa di potere l'8 marzo 1963 degli ufficiali dell'esercito siriano che facevano parte del "Consiglio Nazionale del Comando Rivoluzionario" ("Majlis Qiyāda al-Thawra", abbreviato in "CNCR"). Il controllo fu assunto dal Partito della Resurrezione Socialista Araba (partito Ba'th), attivo in Siria dalla fine degli anni quaranta, che dominava il nuovo governo.

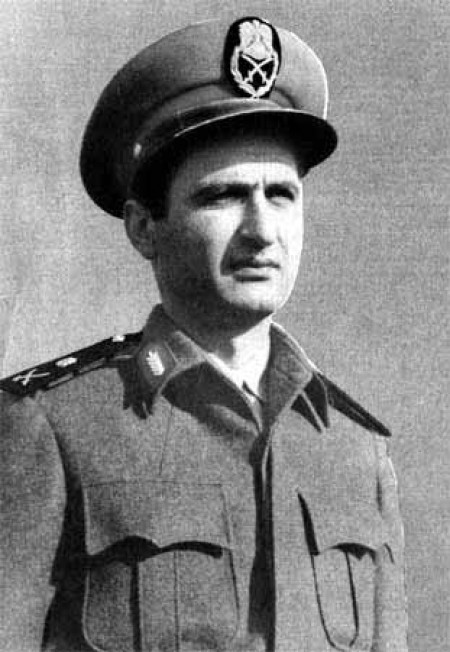
Salah Jadid, promotore del colpo di Stato del 23 febbraio 1966

Anche l'Iraq era controllato dal medesimo partito, in seguito ad un colpo di Stato del mese precedente e in aprile fu firmato al Cairo un accordo per l'istituzione di una federazione tra Iraq, Siria ed Egitto, che tuttavia non si concretizzò mai per i disaccordi sorti tra i membri. Nel maggio del 1964 il presidente Amīn al-Hāfiz che apparteneva al CNCR, promulgò una costituzione provvisoria, che prevedeva un "Consiglio Nazionale della Rivoluzione" (""Majlis al-Thawra al-Watani" o "CNR"), assemblea legislativa costituita dai rappresentanti delle organizzazioni di massa dei lavoratori, un consiglio presidenziale, al quale spettava il potere esecutivo e un gabinetto.
Il 23 febbraio del 1966, un gruppo di ufficiali dell'esercito imprigionò, con un colpo di Stato interno al partito, il presidente Hāfiz, abrogò la costituzione e designò un governo regionale del partito. Nel giugno del 1967, Israele occupò nell'ambito della guerra dei sei giorni le alture del Golan e la sconfitta militare indebolì il regime uscito dal colpo di Stato dell'anno precedente. Si ebbero contrasti tra un'ala militare moderata e un'ala civile più estremista all'interno del partito Ba'th. Il 13 novembre del 1970, il ministro della Difesa Hāfiz al-Asad, con un colpo di Stato militare incruento, rovesciò la dirigenza civile del partito e assunse il ruolo di primo ministro.

### Il governo di Hāfiz al-Asad (1970-2000)

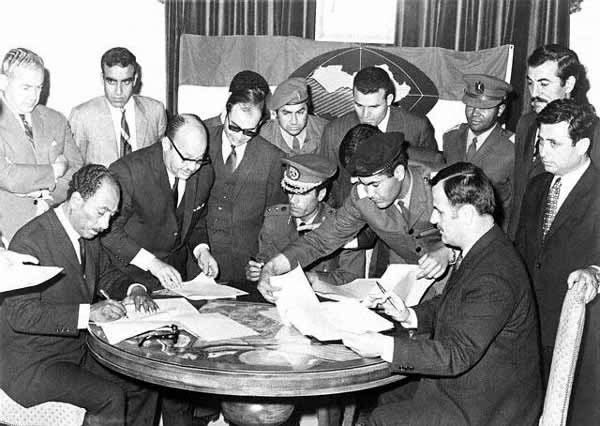
Da destra a sinistra: Hafiz al-Asad, Muʿammar Gheddafi e Anwar al-Sadat firmano nel 1971 l'accordo di costituzione della Federazione delle Repubbliche Arabe.

Il nuovo primo ministro si mosse rapidamente per creare una struttura organizzativa per il suo governo e per consolidare il suo controllo. Fu nominata un'assemblea legislativa di 173 membri ("Concilio del Popolo" o "Majlis al-Shaʿb") nel quale 87 seggi (la stretta maggioranza) erano del partito Baʿth, mentre gli altri furono divisi tra le "organizzazioni popolari" e altri partiti minori. Nel marzo del 1971 il partito tenne il suo congresso ed elesse un nuovo Comitato Regionale ("Regional Command") di 21 membri, guidato dallo stesso Asad. Nello stesso mese un referendum nazionale confermò la presidenza di Asad per un periodo di 7 anni.
Nel 1972, allo scopo di ampliare la base del suo governo, Asad costituì il Fronte Nazionale Progressista ("Jabha al-Taqaddumī al-Watanī"), una coalizione di partiti guidata dal partito Baʿth. Si tennero inoltre elezioni per i concili locali dei 14 governatorati della Siria. Nel marzo del 1973 fu promulgata una nuova costituzione, presto seguita da regolari elezioni parlamentari per il Consiglio del Popolo, le prime dal 1962. La Siria di al-Asad fu qualificata in breve dagli USA come "Stato canaglia", punto di riferimento del radicalismo arabo e sostenitore di gruppi terroristi, specie palestinesi, come il FPLP-CG e l'Organizzazione Abū Niḍāl.
Il 6 ottobre del 1973 la Siria e l'Egitto iniziarono la guerra del Kippur con un attacco a sorpresa delle forze israeliane, ma vennero contrastati efficacemente dopo una prima fase negativa per Tel Aviv e Israele mantenne l'occupazione delle alture del Golan (territori occupati).

La bandiera nazionale della Siria baathista, in uso dal 1980 al 2024. Precedentemente era stata adottata anche come proprio vessillo dall'ex Repubblica Araba Unita dal 1958 al 1961.

Nel maggio 1976 la Siria intervenne nella prima guerra civile libanese, scontrandosi con le milizie maronite, che stavando avendo la meglio su palestinesi e milizie druse.
In ottobre il contingente raggiunse i 40 000 uomini, sotto l'egida della Lega Araba, a protezione delle due fazioni cristiani maroniti e musulmani, sotto il nome di Forza Araba di Dissuasione (FAD) e continuò tale presenza allo scopo di acquisire il controllo sul Libano e di destabilizzare i confini settentrionali di Israele con le fazioni libanesi sue alleate, e indebolire l'OLP di Yāsir ʿArafāt (con il quale Asad si scontrò frequentemente), temendo che questo provocasse l'intervento armato diretto degli israeliani, come avvenne nel 1982 con la prima guerra del Libano.
Nel 1990 la guerra civile cessò con gli Accordi di Ta'if, organizzato dall'Arabia Saudita ma voluto dalla stessa Siria che, tuttavia, vi mantenne il proprio esercito fino al 2005 con quella che fu vista da molti come una vera e propria occupazione militare, influenzando fortemente la politica libanese.
Inoltre dopo la fine della guerra civile, circa un milione di lavoratori siriani emigrò in Libano per trovare impiego nelle opere di ricostruzione del paese e secondo alcuni l'incoraggiamento da parte della Siria a questa emigrazione potrebbe essere interpretato come un tentativo di colonizzazione. Le economie dei due paesi sono fortemente inter-dipendenti e nel 1994 su pressione del governo siriano circa 200 000 siriani immigrati ottennero la cittadinanza libanese.

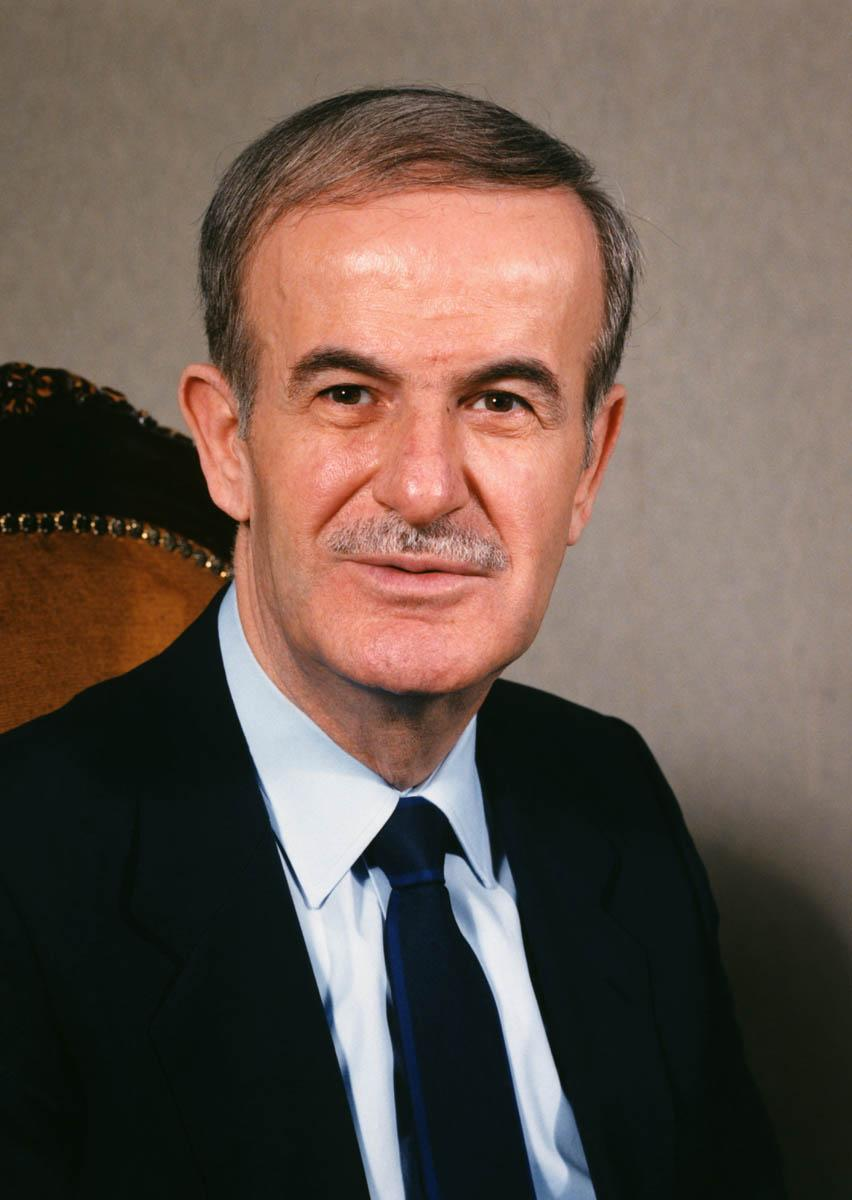
Hafiz al-Asad in un ritratto ufficiale del 1987

Tra il 1971 e il 1977 al-Asad partecipò al tentativo di creare una Federazione delle Repubbliche Arabe con Egitto e Libia. Negli anni ottanta la Siria si schierò a favore dell'Iran nella guerra Iran-Iraq e venne quindi isolata all'interno del mondo arabo, dove prevalenti erano i timori per un rafforzamento della rivoluzione khomeinista.
Tra il 1976 e la soppressione nel 1982, i Fratelli Musulmani condussero una rivolta armata contro il regime laico del partito Ba'th, che fu annientata da al-Asad in una sanguinosa repressione culminata nel bombardamento della città di Hama, centro dell'opposizione fondamentalista. L'azione causò decine di migliaia di morti e feriti. La partecipazione della Siria alla prima guerra del Golfo nel 1991 al fianco della coalizione multinazionale contro l'invasione del Kuwait da parte dell'Iraq di Saddam Hussein comportò un netto cambiamento nelle relazioni internazionali con gli altri Stati arabi e con il mondo occidentale. La Siria partecipò nel 1991 alla Conferenza multilaterale di pace per il Medio Oriente tenutasi a Madrid e negli anni novanta intavolò trattative di pace con Israele, che tuttavia non giunsero mai a conclusione.

### Il governo di Bashār al-Asad (2000-2024)

Il presidente Bashār al-Asad ritratto nel 2004

Dopo la morte di Hāfiz al-Asad il 10 giugno del 2000, il parlamento modificò la costituzione in merito all'età minima per la carica presidenziale, permettendo al figlio di Asad, Bashār, di partecipare alle elezioni per la massima carica del partito e di venire eletto con il 97,29% dei voti secondo le statistiche ufficiali.
Dopo l'11 settembre 2001 la Siria venne inclusa nella cosiddetta "asse del male" dagli Stati Uniti. Bashār al-Asad si oppose all'invasione americana dell'Iraq nel 2003 e venne accusato dagli USA di finanziamenti alla guerriglia irachena. Il 5 ottobre del 2003 Israele bombardò una località non lontana da Damasco, sede di membri della Jihad islamica (gruppo fondamentalista autore di numerosi attentati terroristici soprattutto ai danni di Israele), colpevoli di un attacco alla città israeliana di Haifa che aveva fatto 19 morti. La Jihad islamica sostenne che il campo non era in uso e che era stata invece bombardata un'area civile.
Nel 2004 i Curdi siriani protestarono per una serie di violenze subite nel nord-est della Siria a partire dal 12 marzo, sostenendo il coinvolgimento del governo negli attacchi. I disordini riguardarono le città di Qameshli e Hassakeh. Nel 2005 il governo siriano fu chiamato in causa quale mandante dell'omicidio dell'ex primo ministro libanese Rafīq Ḥarīrī, e le pressioni internazionali indussero la Siria a far rientrare in patria le proprie forze armate che stazionavano in Libano fin dal 1976.

#### La guerra civile (2011-oggi)
Nel 2011, nell'ambito della primavera araba, si è aperto un sanguinoso conflitto, presto degenerato in guerra civile (2012), tra le forze governative di Bashār al-Asad e le forze ribelli, dal 2013 dominate da una forte componente Jihādista e salafita (al-Nusra, Ahrar al-Sham e ISIS), che puntano alla caduta del regime col supporto di Stati Uniti, vari paesi europei, Turchia e monarchie arabe del Golfo.
Nel giugno 2014, nonostante il perdurare delle ostilità, al-Asad, sostenuto militarmente e diplomaticamente da Russia e Iran, è stato rieletto nelle prime elezioni multipartitiche dopo mezzo secolo di dittatura ba'thista.
Nel corso degli eventi, l'ISIS riuscì a istituire uno Stato Islamico nei territori siriani sotto il suo controllo. Gli sviluppi del conflitto hanno poi portato sia le forze governative di al-Asad che il fronte degli oppositori facenti capo alle Forze Democratiche Siriane (FDS) a combattere entrambi contro l'ISIS riconosciuto come nemico comune, pur mantenendosi reciprocamente ostili. Il 17 novembre 2018 i governativi conquistarono la regione vulcanica di Al-Safa nel Governatorato di As-Suwayda, sottraendo allo Stato Islamico l'ultima roccaforte anti-governativa della provincia. Il 14 dicembre successivo le FDS annunciarono a loro volta di aver liberato Hajin dallo Stato Islamico, decretandone così la fine.

#### La caduta del regime degli Assad e il Governo di transizione siriano
Nel dicembre 2024 i ribelli jihādisti ribaltano il regime di Assad conquistando prima Aleppo e poi la capitale Damasco. Tra il 7 e l'8 dicembre i cittadini scendono in strada a festeggiare la fine della dittatura mentre i ribelli siriani prendono il controllo di strade, radio e canali televisivi. Viene così formato il Governo di transizione siriano. L'ex primo ministro Mohammad Ghazi al-Jalali diventa presidente ad interim dall'8 al 9 dicembre, poi è nominato primo ministro Mohammad al-Bashir il 9 dicembre e la carica di presidente resta vacante.
Secondo l'Osservatorio siriano per i diritti umani, tra l'ascesa al potere di Ahmed al-Shar'a, l'8 dicembre 2024, e l'inizio di agosto 2025 sono state uccise circa 10.000 persone. Tra le vittime figurano circa 7.500 civili, tra cui 396 bambini e 541 donne. I massacri più gravi hanno colpito la popolazione alauita sulla costa siriana nel marzo 2025 (1.700 civili sono stati giustiziati in pochi giorni) e i drusi nella provincia di Suweida nel mese di luglio.